# 인도주의적 지원

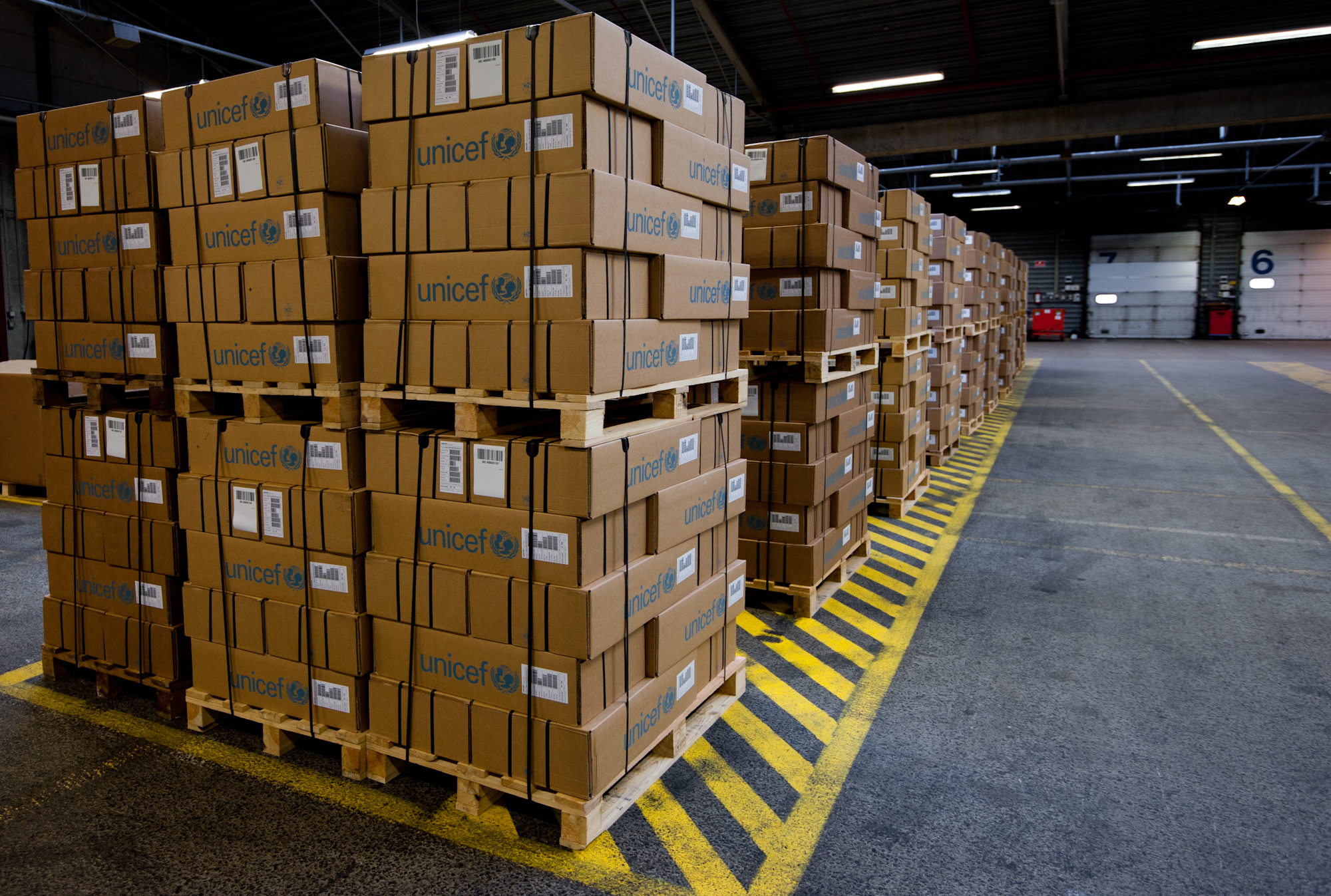

인도주의적 지원(Humanitarian aid)은 도움이 필요한 사람을 인도주의적으로 도움을 주는 것이다. 보통은 단기간의 도움이며 이후 정부와 기타 기관들이 장기간의 도움을 제공하는 경우도 있다. 지원이 필요한 사람들 중에는 노숙자, 난민, 그리고 자연재해, 전쟁, 기아 등의 희생자들이 속한다. 인도주의적 노력은 인도주의적 목적을 위해 제공되며 자연재해와 인공재해가 포함된다. 인도주의적 지원의 목적은 생명을 구하고 고통을 완화시키고 인간존엄을 유지하는 것이다. 그러므로 위기나 긴급으로 이어질 수 있는 사회경제학적 요소를 기반으로 해결을 시도하는 개발원조와는 구별된다. 인도주의적 지원과 개발 노력 간 연결을 짓는 데에는 논란이 있으며 2016년 세계인도주의정상회의에 의해 강화되었다. 그러나 이러한 융합은 지원을 실천하는 사람들의 관점에서는 비판적이다.

## 같이 보기
- 효과적 이타주의